# The Inn
The Inn (chino tradicional: 親愛的·客棧, simplificado: 亲爱的·客栈, pinyin: Qīnàide Kèzhàn), es un reality show de chino transmitido desde el 7 de octubre del 2017 hasta ahora a través de Hunan Television.
En el programa, una pareja administra una posada con una compañía de amigos como invitados durante 20 días.
En septiembre del 2019 se anunció que el programa había sido renovado para una tercera temporada, la cual fue estrenada el 25 de octubre del mismo año.

## Contenido
El programa se enfoca en las hospitalidad de una pareja hacia sus amigos (invitados) quienes pasan 20 días dirigiendo la posada juntos y comparten historias de sus vidas y de su propio pasado. 
Durante ciertos episodios, el equipo de producción invita a invitados misteriosos como "voluntarios" y quienes se unen a los cinco "maestros" para trabajar juntos. Una vez que los huéspedes se hayan registrado en la posada, el equipo de producción loes da una estrella a cada uno, y él o la invitada(o) votarán por su empleado favorito al final de su estadía.

## Miembros

### Miembros actuales
| Artista              | Ocupación         | Relación | Puesto designado | Episodios | Duración        |
| -------------------- | ----------------- | -------- | ---------------- | --------- | --------------- |
| Wang Ke              | Empresario        | Esposos  | Jefe             | 24        | 2017 - presente |
| Liu Tao              | Cantante y Actriz | Esposos  | Propietaria      | 24        | 2017 - presente |
| Hans Zhang           | Actor             | -        | -                | -         | 2019            |
| Ma Tianyu            | Actor             | -        | -                | -         | 2019            |
| Chen Xiang           | Cantante          | -        | -                | -         | 2019            |
| Leo Wu               | Actor             | -        | -                | -         | 2019            |
| Li Landi             | Actriz            | -        | -                | -         | 2019            |
| Ruby Lin             | Actriz            | -        | -                | -         | 2019            |
| Kan Qingzi (Adi Kan) | Modelo y Actriz   | -        | -                | -         | 2019            |

### Antiguos miembros
| Artista              | Ocupación        | Puesto designado                                                                    | Episodios | Estrellas | Duración |
| -------------------- | ---------------- | ----------------------------------------------------------------------------------- | --------- | --------- | -------- |
| Dylan Wang           | Actor            | Cocinero                                                                            | 12        | -         | 2018     |
| Philip Wu (Wu Yi)    | Cantante         | Gerente de Recepción                                                                | 12        | -         | 2018     |
| Kido Ma (Ma Sichao)  | -                | Conductor                                                                           | 12        | -         | 2018     |
| Shen Yue             | Actriz           | Supervisora de Labores Domésticas                                                   | 10        | -         | 2018     |
| Ji Lingchen          | Modelo y actor   | Primer segmento: Staff Segundo segmento: Mayordomos de la Habitación 102            | -         | 5         | 2017     |
| Kan Qingzi (Adi Kan) | Modelo y actriz  | Primer segmento: Staff Segundo segmento: Mayordomos de la Habitación 102            | -         | 8         | 2017     |
| Chen Xiang           | Cantante y actor | Primer segmento: Mayordomo en Jefe Segundo segmento: Mayordomo de la Habitación 101 | -         | 6         | 2017     |

### Voluntarios invitados
| Nombre                   | Ocupación        | Episodio donde apareció | Duración   |
| ------------------------ | ---------------- | ----------------------- | ---------- |
| Zhang Xueying            | Actriz           | -                       | 2019       |
| Jiang Yiyi               | Actriz           | -                       | 2019       |
| Lai Kuan-lin             | Cantante         | -                       | 2019       |
| Chen Xiang               | Cantante y actor | 3, 13                   | 2018       |
| Mao Buyi                 | Cantautor        | 12 - 13                 | 2018       |
| Wang Ziwen               | Actriz           | 12                      | 2018       |
| Caesar Wu                | Actor            | 11 - 12                 | 2018       |
| Li Weijia (Vega Li)      | Presentador      | 11 - 12                 | 2018       |
| Li Xinran                | -                | 11 - 12                 | 2018       |
| Lee Angelica (Li Xinjie) | Cantante         | 10                      | 2018       |
| Cheng Xiao               | Cantante         | 10                      | 2018       |
| Zhang Lingzhi            | Actriz           | 9 - 10                  | 2018       |
| Johnny Chen (Chen Long)  | Actor            | 9 - 10                  | 2018       |
| Jiang Zixin              | Actriz           | 8 - 9                   | 2018       |
| Tengger                  | Cantante         | 5 - 6                   | 2018       |
| Qiao Xin                 | Actriz           | 6-7                     | 2018       |
| Yang Zi                  | Actriz           | 4-5 / 6-7               | 2017, 2018 |
| Myolie Wu                | Actriz           | 1-2                     | 2018       |
| Cheng Pei-pei            | Actriz           | 7 - 8                   | 2017       |
| Li Fei'er                | Actriz           | 7 - 8                   | 2017       |
| Yuan Zihui               | -                | 7 - 8                   | 2017       |
| Jackson Yee              | Cantante y actor | 1 - 3                   | 2017       |

### Otros ayudantes y huéspedes
| Nombre   | Ocupación | Episodio donde apareció | Duración        |
| -------- | --------- | ----------------------- | --------------- |
| 郑晓林   | -         | -                       | 2018            |
| 张云凤   | -         | -                       | 2018            |
| 郑晓丽   | -         | -                       | 2018            |
| Jessica  | -         | -                       | 2018            |
| Xio Ma   | -         | 4 -                     | 2018 – presente |
| Juanqian | -         | 4 -                     | 2018            |
| Yuan     | -         | 4 -                     | 2018            |
| Xioaoli  | -         | -                       | 2018 – presente |

## Episodios
La primera temporada se emitió del 7 de octubre del 2017 al 23 de diciembre del mismo año y contó con 12 episodios, los cuales fueron emitidos todos los sábados a las 22:00.
Mientras que la segunda temporada titulada "The Inn 2" fue estrenada el 12 de octubre del 2018 y emitió 13 episodios.

## Música
Durante la primera temporada la canción de cierre fue "Dear You".

## Producción
La idea del programa fue propuesta con éxito el 3 de agosto del 2017 y las grabaciones comenzaron el 18 de agosto del mismo año. El 10 de septiembre la fotográfia principal comenzó en las áreas del Lago Lugu de Liangshan en la Provincia de Sichuan. Después de menos de dos meses la filmación finalizó el 30 de septiembre.
El programa es dirigido por Chen Xinyu y comparte el mismo equipo de producción del programa de variedades "Divas Hits The Road" de Hunan Broadcasting System.
Durante la primera temporada la producción utilizó locaciones como Lugu Lake Scenic Area, Sichuan en China.
Cuenta con la compañía de producción "Hunan Broadcasting System".